# あんさんぶるガールズ!
『あんさんぶるガールズ!』は、Happy Elementsが提供していたソーシャルゲーム。公式略称は「あんガル」。
リニューアル版である『あんさんぶるガールズ!!』についても本項で扱う。

## 概要
学園を舞台としたギャルゲースタイルの育成シミュレーションゲーム。
2012年11月22日にGREEで配信が開始されたのち、2013年よりGoogle Play、App Store、mobageなどに配信された。 2015年5月28日にmixi版、mobage版のサービスを終了。2015年秋にリニューアルを発表、2016年10月7日よりリニューアル版となる『あんさんぶるガールズ!!』のサービスが開始された。2017年6月14日、公式Twitterでサービス終了が発表され、2017年11月30日にサービス終了予定だったが最終イベントの実装遅延のため2018年2月15日にサービスを終了となった。終了後の同年2月26日にゲーム内のストーリーを閲覧できるアプリ『あんさんぶるガールズ!! 〜Memories〜』が配信された。
その後もアニメ『ラストピリオド -終わりなき螺旋の物語-』第10話に一部のキャラクターが登場したり、7周年の記念として特設サイトが設置されたり、ゲームアプリ『メルクストーリア - 癒術士と鈴のしらべ -』内で7周年記念イベントが開催されるなど、時折新展開が行われている。
2022年11月22日に10周年を迎えた際には、特設サイトにて制作陣による描き下ろしイラストや小説などが掲載されたメモリアルブックが期間限定で公開された。
メインシナリオを始めとする大半のストーリーを日日日、一部ガチャ・イベントシナリオを木野誠太郎と京茂ヨイヒと蘭堂歩が担当している。なお、同じくHappyElementsが提供し、日日日がシナリオを担当する「あんさんぶるスターズ!」とは一部の設定が共通している。

## ストーリー
名門女子校、私立君咲学院にたった一人の男子として転校することになった主人公の少年。その理由は今年から君咲学院の共学化が行われることにあった。主人公は幼なじみの三波なつみとクラスメイトとして再会し、彼女に校内を案内してもらう。その際に生徒会長の鶴海ひまりに出会ったことにより、主人公は何十人もの美少女にとり囲まれながら、生徒会長再任選挙と関わることになる。

## 登場人物

### 主人公
転校生
声 - なし
本作の主人公。お人好しな性格で生徒会長の鶴海ひまりの手助けをすることとなる。
メインストーリー『帰宅部争奪戦』では、帰宅部の部長になる。  メインストーリー『新生徒会発足！？君咲学院のいちばん長い日』では、生徒会長に就任する。  メインストーリー『あんさんぶるガールズ』では、三波なつみと結婚することを誓う。

### 1年A組
高原 ちあき（たかはら ちあき）
声 - 波田野由衣
誕生日 - 7月17日/ 部活動 - ラクロス部/ 委員会 - なし/ 身長 - 158cm/ 体重 - 48kg/ スリーサイズ - B79/W56/H82
主人公のことは「お兄ちゃん先輩」と呼ぶ。
ラクロスに全力を注ぐ熱血中学生。黒髪ショートヘアのスレンダーな少女。部活の先輩の柊るなに騙された結果、主人公に「お兄ちゃん大好き！」と叫びながら抱きついた。そのことがきっかけとなって主人公のことを「お兄ちゃん先輩」と呼ぶようになる。また、同じクラスの小野ちよや藍乃あいかと親しい。
小野 ちよ（おの ちよ）
声 - 田中あいみ
誕生日 - 3月30日/ 部活動 - 料理研究部/ 委員会 - なし/ 身長 - 145cm/ 体重 - 44kg/ スリーサイズ - B80/W57/H76
主人公のことは「お兄ちゃん先輩」と呼ぶ。
甘党の少女。お菓子を作るのも食べるのも好き。ただ、体重が増えることを心配している。
藍乃 あいか（あいの あいか）
声 - 大久保瑠美
誕生日 - 5月30日/ 部活動 - 文芸部/ 委員会 - なし/ 身長 - 148cm/ 体重 - 48kg/ スリーサイズ - B72/W54/H76
主人公のことは「」と呼ぶ。
脚本の執筆を行う文学少女。ツンデレ気味の性格で、部長の鶴海ひまりが生徒会長となって部にあまり顔を出さなくなったことを寂しく思っている。
桃智 あすか（ももち あすか）
声 - 寺崎裕香
誕生日 - 5月17日/ 部活動 - バスケットボール部/ 委員会 - 風紀委員会/ 身長 - 158cm/ 体重 - 48kg/ スリーサイズ - B80/W59/H81
主人公のことは「」と呼ぶ。
名家の活発な令嬢。風紀委員でもある。部の先輩にあたる小松ぼたんを慕っている。
早川 きこ（はやかわ きこ）
声 - 桜井春名
誕生日 - 8月7日/ 部活動 - 吹奏楽部/ 委員会 - なし/ 身長 - 146cm/ 体重 - 42kg/ スリーサイズ - B74/W55/H75
主人公のことは「」と呼ぶ。
ドジっ娘のピッコロ奏者。「生き神」と評判の神樹はじめを崇拝している。
三善 かなえ（みよし かなえ）
声 - 佐藤亜美菜
誕生日 - 3月7日/ 部活動 - 吹奏楽部/ 委員会 - なし/ 身長 - 154cm/ 体重 - 46kg/ スリーサイズ - B75/W61/H80
主人公のことは「」と呼ぶ。
礼儀正しいクラリネット奏者。クラスも部活も同じ早川きこに強い愛情を抱いている。
北川 ゆき（きたがわ ゆき）
声 - M・A・O
誕生日 - 10月7日/ 部活動 - パソコン部/ 委員会 - なし/ 身長 - 154cm/ 体重 - 47kg/ スリーサイズ - B80/W60/H88
主人公のことは「」と呼ぶ。
コンピュータに強い人見知りの少女。友だちがいないため孤独だったが、主人公と偶然知り合ったことにより、彼と親しくなる。その後、彼の優しさに触れて恋心を抱くようになる。周囲の後押しもあって水族館でデートしたときに主人公に告白した。

### 1年B組
長町 やえ（ながまち やえ）
声 - 藤村鼓乃美
誕生日 - 12月23日/ 部活動 - ソフトボール部/ 委員会 - なし/ 身長 - 135cm/ 体重 - 36kg/ スリーサイズ - B65/W53/H69
小柄な冒険家。趣味はジョギングでいつも元気いっぱい。うさぎの着ぐるみを着て君咲学院の地下迷宮を日々探索し、時折迷い込む生徒達を出口まで案内している。主人公とは親しく、「おに〜さん」と呼ぶ。転校生の家に家出してきた時、彼の姉「あんず」に可愛がられスカートをめくられた。地下迷宮では、君咲学院の飼育小屋や牧場から迷い込んできたうさぎや犬猫、牛などと過ごし保護している。ライオンやワニ、ペンギンの目撃情報もある。身体が小さいことから侮られ小馬鹿にされてきた経緯からわがままを言って突っ張ってきたが、ソフト部の先輩である夜霧はやてにその生き方を怒られ、はやてや転校生を見習って人の手助けをするようになった。掘っているというより、うさぎが飼育小屋から逃げるために掘った穴が地下迷宮に繋がったことでその存在を知り探検するようになった。

木之下 ゆゆ（きのした ゆゆ）
声 - 田中美海
誕生日 - 4月3日/ 部活動 - 文芸部/ 委員会 - なし/ 身長 - 138cm/ 体重 - 34kg/ スリーサイズ - B67/W55/H71
文芸部の腹話術師。「ダニエル」という羊のぬいぐるみを持ち歩き、このダニエルがスピンオフ作品の『あんさんぶるドリーム!』の主人公となっている。
丸子 みさき（まるこ みさき）
声 - 赤﨑千夏
誕生日 - 7月3日/ 部活動 - 放送部/ 委員会 - 選挙管理委員会/ 身長 - 152cm/ 体重 - 46kg/ スリーサイズ - B73/W59/H77
昼休みのDJ。銀髪ショートカットの少女。桐島かいりとは幼なじみ。主人公に好意を寄せ、彼の幼なじみである三波なつみをライバル視する。リニューアル前では週1で藤猪しずくとコンビを組んで「君咲ラジオ」のコーナーやっていた時期があり、主にガチャの追加情報を担当していた。
月永 るか（つきなが るか）
声 - 潘めぐみ
誕生日 - 11月30日/ 部活動 - 軽音楽部/ 委員会 - なし/ 身長 - 149cm/ 体重 - 39kg/ スリーサイズ - B73/W59/H76
人見知りなボクっ娘。黒森すずを慕っていて、彼女と親しい主人公に嫉妬している。
氷野 くるみ（ひの くるみ）
声 - 高橋李依
誕生日 - 2月14日/ 部活動 - 園芸部/ 委員会 - 保健委員会/ 身長 - 153cm/ 体重 - 45kg/ スリーサイズ - B72/W59/H78
長い髪をピンクのリボンで纏め、晴れでもピカピカの少女用長靴を履いている。
神樹 いちか（こだま いちか）
声 - 下屋則子
誕生日 - 12月31日/ 部活動 - 剣道部/ 委員会 - 体育委員会/ 身長 - 151cm/ 体重 - 39kg/ スリーサイズ - B77/W56/H78
神樹はじめの妹。
花音 ことり（かのん ことり）
声 - 田所あずさ
誕生日 - 10月23日/ 部活動 - チアリーディング部/ 委員会 - なし/ 身長 - 156cm/ 体重 - 43kg/ スリーサイズ - B78/W57/H79
東北弁のような喋り方をする。ノースリーブにミニスカの露出度の高いチアリーダーの格好をしている。
羽森 つばさ（はもり つばさ）
声 - 大橋彩香
誕生日 - 9月6日/ 部活動 - 合唱部/ 委員会 - なし/ 身長 - 155cm/ 体重 - 43kg/ スリーサイズ - B81/W57/H80

### 1年C組
猫塚 みけ（ねこづか みけ）
声 - 中嶋ヒロ
誕生日 - 2月22日/ 部活動 - バレー部/ 委員会 - なし/ 身長 - 155cm/ 体重 - 43kg/ スリーサイズ - B74/W60/H79
小鳩 あずさ（こばと あずさ）
声 - 上田麗奈
誕生日 - 1月28日/ 部活動 - テニス部/ 委員会 - 保健委員会/ 身長 - 151cm/ 体重 - 40kg/ スリーサイズ - B83/W55/H81
大虎 いさみ（たいが いさみ）
声 - 皆本麻帆
誕生日 - 11月3日/ 部活動 - 柔道部/ 委員会 - なし/ 身長 - 163cm/ 体重 - 52kg/ スリーサイズ - B87/W57/H86
鯱 いかり（しゃち いかり）
声 - 田野アサミ
誕生日 - 2月5日/ 部活動 - 水泳部/ 委員会 - なし/ 身長 - 161cm/ 体重 - 51kg/ スリーサイズ - B86/W57/H85
熊沢 ひめの（くまさわ ひめの）
声 - 本泉莉奈
誕生日 - 6月4日/ 部活動 - テニス部/ 委員会 - なし/ 身長 - 152cm/ 体重 - 43kg/ スリーサイズ - B73/W58/H78
雉子 すみれ（きじし すみれ）
声 - 三上由理恵
誕生日 - 6月30日/ 部活動 - 美術部/ 委員会 - なし/ 身長 - 158cm/ 体重 - 44kg/ スリーサイズ - B77/W58/H80
医者の娘で1年グループの中ではしっかり者でほかの生徒から頼りにしている。
芸術のやりがいを教えてくれたなつみや冴木を尊敬しており、最終イベント後のメッセージでは本懐を遂げたなつみを祝福をしている。
藤猪 しずく（ふじい しずく）
声 - 金元寿子
誕生日 - 5月28日/ 部活動 - 軽音部/ 委員会 - 選挙管理委員会/ 身長 - 150cm/ 体重 - 42kg/ スリーサイズ - B77/W60/H83
鶯木 こはる（おうぎ こはる）
声 - 儀武ゆう子
誕生日 - 9月30日/ 部活動 - 料理研究部/ 委員会 - なし/ 身長 - 153cm/ 体重 - 45kg/ スリーサイズ - B83/W55/H82
主人公のことを「お兄ちゃん先輩」は呼ぶ。

### 2年A組
三波 なつみ（みなみ なつみ）
声 - 川澄綾子
誕生日 - 8月20日/ 部活動 - 美術部/ 身長 - 163cm/ 体重 - 48kg/ スリーサイズ - B89/W60/H88
主人公の幼なじみ。茶髪ロングの少女。主人公の家の隣に住んでおり、お互いの部屋が窓から見える。主人公には昔から好意を寄せているが、表面上は隠している。背が高いことにコンプレックスを持っている。
最終イベントでは本懐を遂げていたらしく主人公と結婚している。
リニューアル前もリニューアル後もチュートリアル等でガイド役を行っておりこの時は眼鏡を着用している。派生作品「あんさんぶるドリーム！」のヘルプガイドでも登場している。
長居 ゆう（ながい ゆう）
声 - 加隈亜衣
誕生日 - 7月17日/ 部活動 -合唱部/ 委員会 -なし/ 身長 - 160cm/ 体重 - 52kg/ スリーサイズ - B88/W59/H86
合唱部副部長。毒舌家のクラスメイト。長居あいというそっくりな従姉がいる。
星海 こよい（ほしうみ こよい）
声 - 豊崎愛生
誕生日 - 7月7日/ 部活動 -天文部/ 委員会 -なし/ 身長 - 142cm/ 体重 - 35kg/ スリーサイズ - B74/W54/H75
八朔 つゆり（はっさく つゆり）
声 - 小倉唯
誕生日 - 8月1日/ 部活動 -なし/ 委員会 -保険委員会/ 身長 - 148cm/ 体重 - 38kg/ スリーサイズ - B79/W54/H80
春風 なな（はるかぜ なな）
声 - 小池万瑠美
誕生日 - 3月3日/ 部活動 -チアリーディング部/ 委員会 -なし/ 身長 - 154cm/ 体重 - 47kg/ スリーサイズ - B86/W56/H83
チアリーディング部副部長。
堀田 さあや（ほった さあや）
声 - 佐藤利奈
誕生日 - 10月9日/ 部活動 -バレー部/ 委員会 -なし/ 身長 - 156cm/ 体重 - 46kg/ スリーサイズ - B80/W56/H82
真面目で努力家人柄が良いため「委員長」とクラスメイトから慕われている。リニューアル版では日ごとのログインルーレットコーナーにてルーレットガールを務めている。
夏野 ゆり（なつの ゆり）
声 - ほなみ
誕生日 - 8月19日/ 部活動 -吹奏楽部/ 委員会 -美化委員会/ 身長 - 157cm/ 体重 - 47kg/ スリーサイズ - B80/W60/H82
吹奏楽部部長。

### 2年B組
安条 まい（あんじょう まい）
声 - 青木瑠璃子
誕生日 - 8月17日/ 部活動 -なし/ 委員会 -なし/ 身長 - 158cm/ 体重 - 49kg/ スリーサイズ - B80/W57/H82
龍泉寺 レンレン（りゅうせんじ れんれん）
声 - 劉セイラ
誕生日 - 6月7日/ 部活動 -空手部/ 委員会 -なし/ 身長 - 155cm/ 体重 - 40kg/ スリーサイズ - B76/W60/H79
空手部副部長。中国出身。
夢路 まりあ（ゆめじ まりあ）
声 - 堀江由衣
誕生日 - 12月25日/ 部活動 -なし/ 委員会 -保健委員会/ 身長 - 153cm/ 体重 - 47kg/ スリーサイズ - B86/W59/H87
性格はおっとりとしており極度の運動音痴、神に祈りを捧げる事を日常化しており世間趣味にはほとんど縁遠い。
家が教会のため信心が深い、そのため事ある毎に聖書を引用した発言を発することも多く、また｢よんコマあんさんぶる-ファミ通App出張版-｣の第29話のように宗派とは関係のない神にまで愛されているらしい。
遠見 ちか（とおみ ちか）
声 - 小岩井ことり
誕生日 - 4月14日/ 部活動 -演劇部/ 委員会 -なし/ 身長 - 154cm/ 体重 - 48kg/ スリーサイズ - B79/W58/H80
｢にゅ～ん｣または｢にょ～ん｣が主な口癖。
小道具を作ることは得意だが役者として舞台に立つことを嫌っており、やこのスパルタにはついていけず時折脱走もしくは仕返しをもくろんでいる。
最終イベントでは部員そっくりの自立型ロボットを作成しており、特に自身そっくりのロボット「プチトミ子」は量産されており冴木も愛用している。
梅園 かな（うめぞの かな）
声 - 飯塚雅弓
誕生日 - 3月3日/ 部活動 -バレー部/ 委員会 -なし/ 身長 - 159cm/ 体重 - 48kg/ スリーサイズ - B81/W60/H82
柊 るな（ひいらぎ るな）
声 - 松本さち
誕生日 - 10月5日/ 部活動 -ラクロス部/ 委員会 -なし/ 身長 - 146cm/ 体重 - 36kg/ スリーサイズ - B70/W56/H73
腕を持った猫耳帽子をかぶっており、守銭奴で悪戯好き。因みにかぶってる猫耳帽子は複数持っており公式４コマ２４話ではバイト先の制服に合わせたピンク色の猫耳帽子をかぶっており、またそれ以外にネズミの被り物やキツネの帽子も持っている。
桐島 かいり（きりしま かいり）
声 - 蘭乃和佳子
誕生日 - 3月24日/ 部活動 -合唱部/ 委員会 -なし/ 身長 - 140cm/ 体重 - 38kg/ スリーサイズ - B80/W51/H73

### 2年C組
冴木 もも（さえき もも）
声 - 川瀬晶子
誕生日 - 9月19日/ 部活動 -美術部/ 委員会 -なし/ 身長 - 141cm/ 体重 - 35kg/ スリーサイズ - B73/W54/H74
砂賀 みどり（すなが みどり）
声 - 竹内恵美子
誕生日 - 3月4日/ 部活動 -園芸部/ 委員会 -緑化委員会/ 身長 - 159cm/ 体重 - 46kg/ スリーサイズ - B87/W58/H85
園芸部部長。
悠木 ともこ（ゆうき ともこ）
声 - 折笠富美子
誕生日 - 2月7日/ 部活動 -剣道部/ 委員会 -生徒会/ 身長 - 163cm/ 体重 - 51kg/ スリーサイズ - B88/W58/H86
剣道部副部長。
夜霧 はやて（よぎり はやて）
声 - 松井恵理子
誕生日 - 9月3日/ 部活動 -ソフトボール部/ 委員会 -体育委員会/ 身長 - 162cm/ 体重 - 51kg/ スリーサイズ - B83/W61/H83
笹芽 ひよの（ささめ ひよの）
声 - 深川芹亜
誕生日 - 5月10日/ 部活動 -新聞部/ 委員会 -なし/ 身長 - 153cm/ 体重 - 45kg/ スリーサイズ - B74/W59/H79
クー・カロア
声 - 宮原永海
誕生日 - 3月2日/ 部活動 -ラクロス部/ 委員会 -なし/ 身長 - 156cm/ 体重 - 44kg/ スリーサイズ - B77/W58/H78
転校生と同じ時期に転入してきた海外からの留学生。公式４コマ第6話にて激辛の味が平気なところから南方の出身らしい。
榊 むつみ（さかき むつみ）
声 - 茜屋日海夏
誕生日 - 10月13日/ 部活動 -陸上部/ 委員会 -なし/ 身長 - 158cm/ 体重 - 48kg/ スリーサイズ - B82/W59/H83
陸上部副部長。

### 3年A組
花丘 まり（はなおか まり）
声 - 優希知冴
誕生日 - 9月9日/ 部活動 - テニス部/ 委員会 - なし/ 身長 - 165cm/ 体重 - 52kg/ スリーサイズ - B84/W62/H85
テニス部部長。
円城寺 れいか（えんじょうじ れいか）
声 - ひと美
誕生日 - 4月27日/ 部活動 - 茶道部/ 委員会 - なし/ 身長 - 163cm/ 体重 - 47kg/ スリーサイズ - B90/W60/H89
前生徒会長にして茶道部部長。
四方 みつる（よも みつる）
声 - 小林ゆう
誕生日 - 12月1日/ 部活動 - 陸上部/ 委員会 - 生徒会/ 身長 - 164cm/ 体重 - 50kg/ スリーサイズ - B82/W63/H83
生徒会副会長。
双葉 みづき（ふたば みづき）
声 - 大坪由佳
誕生日 - 6月1日/ 部活動 - オカルト研究部/ 委員会 - 生徒会/ 身長 - 136cm/ 体重 - 33kg/ スリーサイズ - B66/W54/H70
生徒会書記。双葉みなづきの双子の姉。
双葉 みなづき（ふたば みなづき）
声 - たかはし智秋
誕生日 - 6月1日/ 部活動 - オカルト研究部/ 委員会 - 生徒会/ 身長 - 136cm/ 体重 - 33kg/ スリーサイズ - B66/W54/H70
生徒会書記。双葉みづきの双子の妹。
小松 ぼたん（こまつ ぼたん）
声 - 茅野愛衣
誕生日 - 1月4日/ 部活動 - バスケットボール部/ 委員会 - なし/ 身長 - 158cm/ 体重 - 49kg/ スリーサイズ - B89/W61/H81
山條 ぎん（さんじょう ぎん）
声 - 松岡由貴
誕生日 - 11月4日/ 部活動 - 剣道部/ 委員会 - なし/ 身長 - 167cm/ 体重 - 53kg/ スリーサイズ - B87/W62/H84
剣道部部長。
湖南 やこ（こなん やこ）
声 - 千菅春香
誕生日 - 1月24日/ 部活動 - 演劇部/ 委員会 - なし/ 身長 - 157cm/ 体重 - 49kg/ スリーサイズ - B81/W59/H82
演劇部部長。
御影 かすみ（みかげ かすみ）
声 - 石黒千尋
誕生日 - 2月18日/ 部活動 - 料理研究部/ 委員会 - なし/ 身長 - 162cm/ 体重 - 49kg/ スリーサイズ - B87/W54/H88
料理研究部部長。

### 3年B組
八壁 ひかる（やかべ ひかる）
声 - 森千晃
誕生日 - 2月21日/ 部活動 - 柔道部/ 委員会 - なし/ 身長 - 148cm/ 体重 - 43kg/ スリーサイズ - B71/W57/H75
柔道部部長。
鶴海 ひまり（つるみ ひまり）
声 - 阿澄佳奈
誕生日 - 1月24日/ 部活動 - 文芸部/ 委員会 - 生徒会/ 身長 - 147cm/ 体重 - 36kg/ スリーサイズ - B75/W55/H76
文芸部部長にして生徒会長。リニューアル前では週１のHRで有効属性の告知担当を行っており、またローディング画面でも登場している。
久坂 あやめ（くさか あやめ）
声 - 高橋未奈美
誕生日 - 5月8日/ 部活動 - 生物部/ 委員会 - なし/ 身長 - 159cm/ 体重 - 48kg/ スリーサイズ - B85/W59/H82
生物部副部長。
伊藤 さくら（いとう さくら）
声 - 今村彩夏
誕生日 - 1月15日/ 部活動 - 茶道部/ 委員会 - 美化委員会/ 身長 - 156cm/ 体重 - 49kg/ スリーサイズ - B81/W60/H81
茶道部副部長にして美化委員長。
瀬川 かえで（せがわ かえで）
声 - 長谷美希
誕生日 - 11月22日/ 部活動 - なし/ 委員会 - 風紀委員会/ 身長 - 156cm/ 体重 - 48kg/ スリーサイズ - B79/W59/H81
黒森 すず（くろもり すず）
声 - 小松未可子
誕生日 - 不明/ 部活動 - 軽音部/ 委員会 - なし/ 身長 - 160cm/ 体重 - 49kg/ スリーサイズ - B83/W62/H85
軽音部副部長。中二病の気があるらしく混沌を好む。尚、くしゃみする声が可愛いらしく公式4コマの第12話と第32話にてその様相が確認できる。
水嶌 うしお（みずしま うしお）
声 - 遠藤綾
誕生日 - 8月28日/ 部活動 - 水泳部/ 委員会 - なし/ 身長 - 156cm/ 体重 - 43kg/ スリーサイズ - B82/W59/H80
水泳部部長。引っ込み思案で46時中泳いでいることが多く、その時は白スク水着を着用しており、その上その姿で夜な夜なその姿で校内で彷徨いるため、ほかの生徒からは怪談噂の七不思議の原因を作っている。
ほかの部員に怪獣みたいなあだ名をつけている。
天宮 るり（あまみや るり）
声 - 菊地美香
誕生日 - 7月29日/ 部活動 - 天文部/ 委員会 - なし/ 身長 - 155cm/ 体重 - 44kg/ スリーサイズ - B84/W58/H81
天文部部長。
岩戸 サン（いわと さん）
声 - 春野ななみ
誕生日 - 1月3日/ 部活動 - 陸上部/ 委員会 - なし/ 身長 - 160cm/ 体重 - 49kg/ スリーサイズ - B86/W63/H86
陸上部部長。

### 3年C組
棗 ひびき（なつめ ひびき）
声 - 佐藤恵
誕生日 - 7月21日/ 部活動 - 水泳部/ 委員会 - なし/ 身長 - 168cm/ 体重 - 53kg/ スリーサイズ - B85/W63/H87
水泳部副部長。
時国 そら（ときくに そら）
声 - 戸松遥
誕生日 - 12月31日/ 部活動 - オカルト研究部/ 委員会 - なし/ 身長 - 160cm/ 体重 - 46kg/ スリーサイズ - B83/W62/H84
峰山 しおん（みねやま しおん）
声 - 戸田比呂子
誕生日 - 6月15日/ 部活動 - なし/ 委員会 - 図書委員会/ 身長 - 153cm/ 体重 - 47kg/ スリーサイズ - B84/W56/H82
図書委員長。活字中毒者とも言えるほどの無類の本好きで、その為知識が豊富。
神無月 ほとり（かんなづき ほとり）
声 - 中司ゆう花
誕生日 - 11月17日/ 部活動 - 天文部/ 委員会 - 図書委員会/ 身長 - 158cm/ 体重 - 46kg/ スリーサイズ - B77/W62/H82
天文部副部長。
八雲 ちづる（やくも ちづる）
声 - 芹澤優
誕生日 - 4月21日/ 部活動 - 演劇部/ 委員会 - 緑化委員会/ 身長 - 152cm/ 体重 - 46kg/ スリーサイズ - B83/W56/H82
演劇部副部長にして、緑化委員長。
深鳥 ふみ（みどり ふみ）
声 - 村川梨衣
誕生日 - 12月16日/ 部活動 - 新聞部/ 委員会 - なし/ 身長 - 154cm/ 体重 - 41kg/ スリーサイズ - B78/W58/H80
新聞部部長。
日滝 ましろ（ひたき ましろ）
声 - ゆきのさつき
誕生日 - 5月5日/ 部活動 - チアリーディング部/ 委員会 - なし/ 身長 - 162cm/ 体重 - 55kg/ スリーサイズ - B90/W58/H86
チアリーディング部部長。
神樹 はじめ（こだま はじめ）
声 - 早見沙織
誕生日 - 1月1日/ 部活動 - 弓道部/ 委員会 - 美化委員会/ 身長 - 157cm/ 体重 - 41kg/ スリーサイズ - B79/W60/H80
弓道部部長。神樹いちかの姉。
曽根 セイラ（そね せいら）
声 - 清水理沙
誕生日 - 6月23日/ 部活動 - 軽音部/ 委員会 - なし/ 身長 - 152cm/ 体重 - 45kg/ スリーサイズ - B83/W56/H80
軽音部部長。

### その他
あんず
声 - なし
主人公の義理の姉。君咲学院の生徒だったが、近くの男子校にたった一人の女子生徒として転校することとなる。自由奔放な性格。関連作品の「あんさんぶるスターズ!」の主人公のデフォルト名と同一である。
悪霊
声 - なし
黒い体にムンクのお面をつけた様相のキャラで、リニューアル版のクエストで登場してるものはオカ研部員が着込んでおり遭遇した時におまじないイベントが発生し成功すれば評価とテンションが最高値になった上にハイテンションモードへと入るが失敗するとすべてが最低値になってしまう。
リニューアル前ではストーリーモードで多種多様な生徒が着込んでおり大きさ、様相もまちまちだったが顔のムンクのお面だけは共通。
派生作品「あんさんぶるドリーム！」でもダニエルを追撃する敵キャラ、またゆゆのベットに居ついているぬいぐるみとして登場している。

## 書籍
小説
- 日日日『あんさんぶるガールズ! 生徒会騒乱編』オーバーラップ（オーバーラップ文庫）
  1. 上巻：2013年10月24日発売、ISBN 978-4-906866-44-1
  2. 下巻：2013年11月22日発売、ISBN 978-4-906866-48-9

- 日日日『あんさんぶるガールズ! ヒロインズセレクション 星海こよい編』オーバーラップ（オーバーラップ文庫）
  1. 2014年11月25日発売、ISBN 978-4-86554-015-4

公式ブック
- あんさんぶるガールズ! 公式設定資料集（2014年7月29日発売）
- あんさんぶるガールズ! 公式ビジュアルファンブック（2014年7月29日発売）

## 音楽
「れっつめいく☆あんさんぶる！」
メリメロマル（大橋彩香、田所あずさ、赤﨑千夏）によるあんさんぶるガールズ!! テーマソング。作詞は松井洋平、作曲は原田篤 (Arte Refact)、編曲は山本恭平 (Arte Refact)。
「聖ナルカナ、黒キ月ノ雫」
君咲学院軽音部（清水理沙、小松未可子、潘めぐみ、金元寿子）による神葬の歌姫プロジェクト楽曲。作詞は松井洋平、作曲・編曲は本多友紀 (Arte Refact)。
「君咲く日々に…」
鶴海ひまり（阿澄佳奈）によるあんさんぶるガールズ!! 最終イベントED楽曲。作詞は木野誠太郎 (Happy Elements)、作曲はユニークノート。

## スピンオフ作品
- あんさんぶるドリーム！ - 横スクロールアクションゲーム。登場キャラクターの一人「木之下ゆゆ」が所持するぬいぐるみ「ダニエル」が主人公。

## Webラジオ
『ラジオ「あんさんぶるガールズ!」君咲学院放送部☆青春RADIO♪』のタイトルで2015年12月4日から2016年10月25日まで音泉にて配信された。第1回から第16回まで隔週火曜日配信、第17回から第19回（最終回）まで月1回火曜日配信。パーソナリティは、赤﨑千夏（丸子みさき 役）と金元寿子（藤猪しずく 役）。
第9回のみ、君咲学院新聞部☆青春NEWS♪となっていた。

### ゲスト
- 第4回 - 潘めぐみ（月永るか 役）
- 第5回 - 加隈亜衣（長居ゆう 役）
- 第6回 - 高橋李依（氷野くるみ 役）
- 第8回 - 大橋彩香（羽森つばさ 役）
- 第9回 - 村川梨衣（深鳥ふみ 役）、深川芹亜（笹芽ひよの 役）
- 第13回 - 田中あいみ（小野ちよ 役）
- 第14回 - 上田麗奈（小鳩あずさ 役）
- 第15回 - 阿澄佳奈（鶴海ひまり 役）
- 第16回 - 清水理沙（曽根セイラ 役）
- 第17回 - 小松未可子（黒森すず 役）
- 第18回 - 田中美海（木之下ゆゆ 役）
- 第19回 - 茅野愛衣（小松ぼたん役）

## アワード
- GREE Technology Award 2013 CTO 賞（2013年3月8日）
- 電撃オンライン“ゲームアプリ水着美少女 公約付き横断総選挙2014” - 1位（三波なつみ）、9位（水嶌うしお）、10位（笹芽ひよの）[11]
- 電撃オンライン“電撃App 美少女キャラ総選挙 2014冬” - 1位（星海こよい）、3位（峰山しおん）、4位（三波なつみ）[12]